# Durgeon
Le Durgeon est une rivière française qui coule entièrement dans le département de la Haute-Saône, en région Bourgogne-Franche-Comté. C'est un affluent gauche de la Saône et donc sous-affluent du Rhône.
Durgeon, affluent de la Saône possède un paronyme appelé Drugeon, affluent du Doubs.

## Géographie
Le Durgeon prend naissance à Genevrey (Haute-Saône) à 390 m d'altitude, et adopte d'abord une orientation nord-est/sud-ouest.
De 42,4 km, la partie médiane de sa vallée est empruntée par la ligne SNCF Paris-Bâle.
Il creuse son lit entre les buttes de Montcey, Comberjon, Villeparois, Colombier, puis entre Coulevon, le Sabot de Frotey-les-Vesoul et la Motte.
Il baigne la ville de Vesoul où il reçoit les eaux du Bâtard puis de la Colombine et enfin de la Vaugine dans la plaine de Vaivre-et-Montoille.
À partir de Vesoul, il prend la direction de l'ouest, autrefois s'épanchait dans un marécage, occupé désormais par le lac de Vaivre.
Peu après il se jette dans la Saône au niveau de Chemilly à 207,50 m d'altitude.

### Communes et cantons traversés
Dans le seul département de la Haute-Saône, le Durgeon traverse les dix-sept communes suivantes, de l'amont vers l'aval, de Genevrey (source), Servigney, Mailleroncourt-Charette, La Villeneuve-Bellenoye-et-la-Maize, Saulx, Colombier, Comberjon, Coulevon, Frotey-lès-Vesoul, Vesoul, Vaivre-et-Montoille, Pusey, Montigny-lès-Vesoul, Chariez, Mont-le-Vernois, Pontcey, Chemilly (confluence)

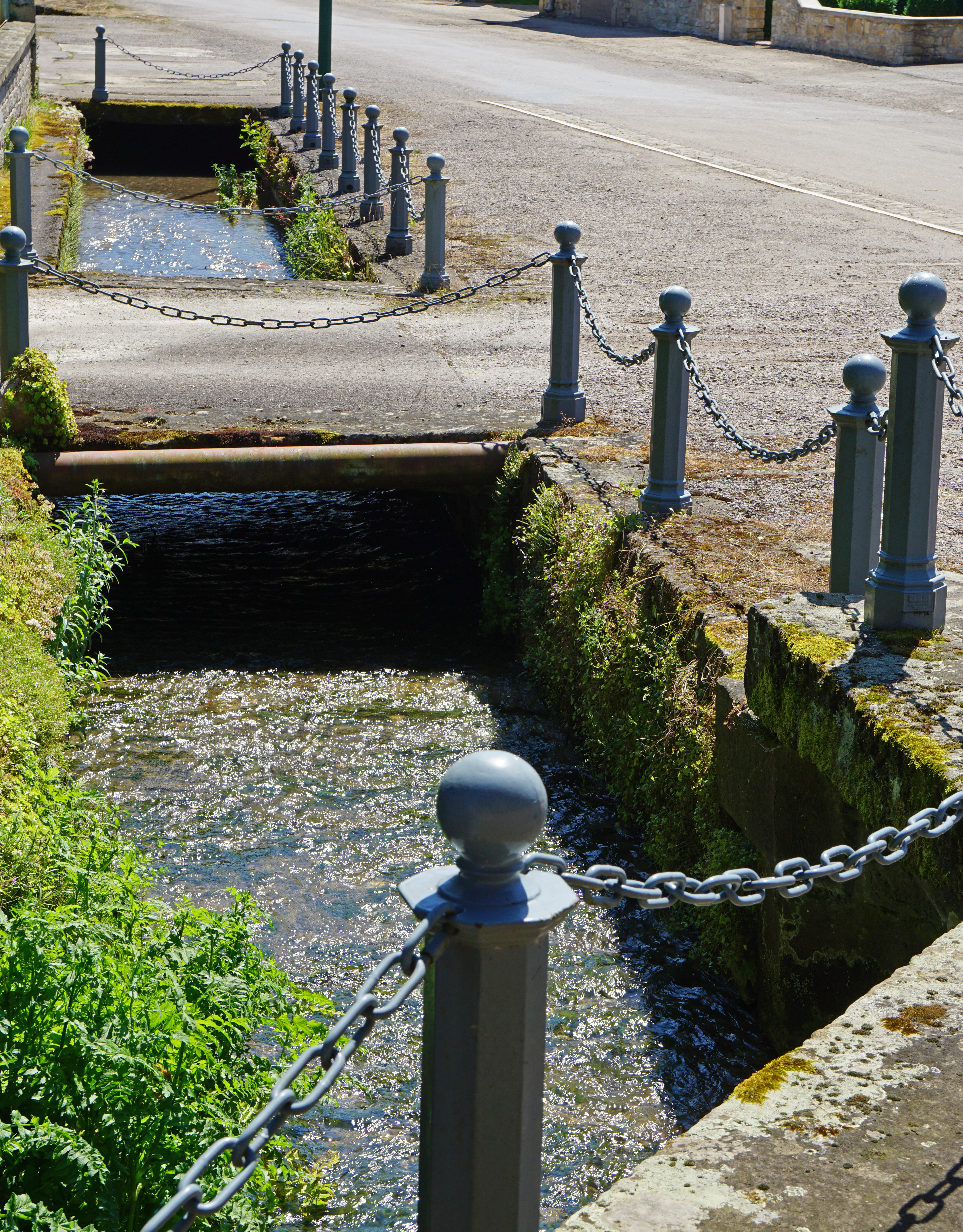
Le Durgeon canalisé à Genevrey.
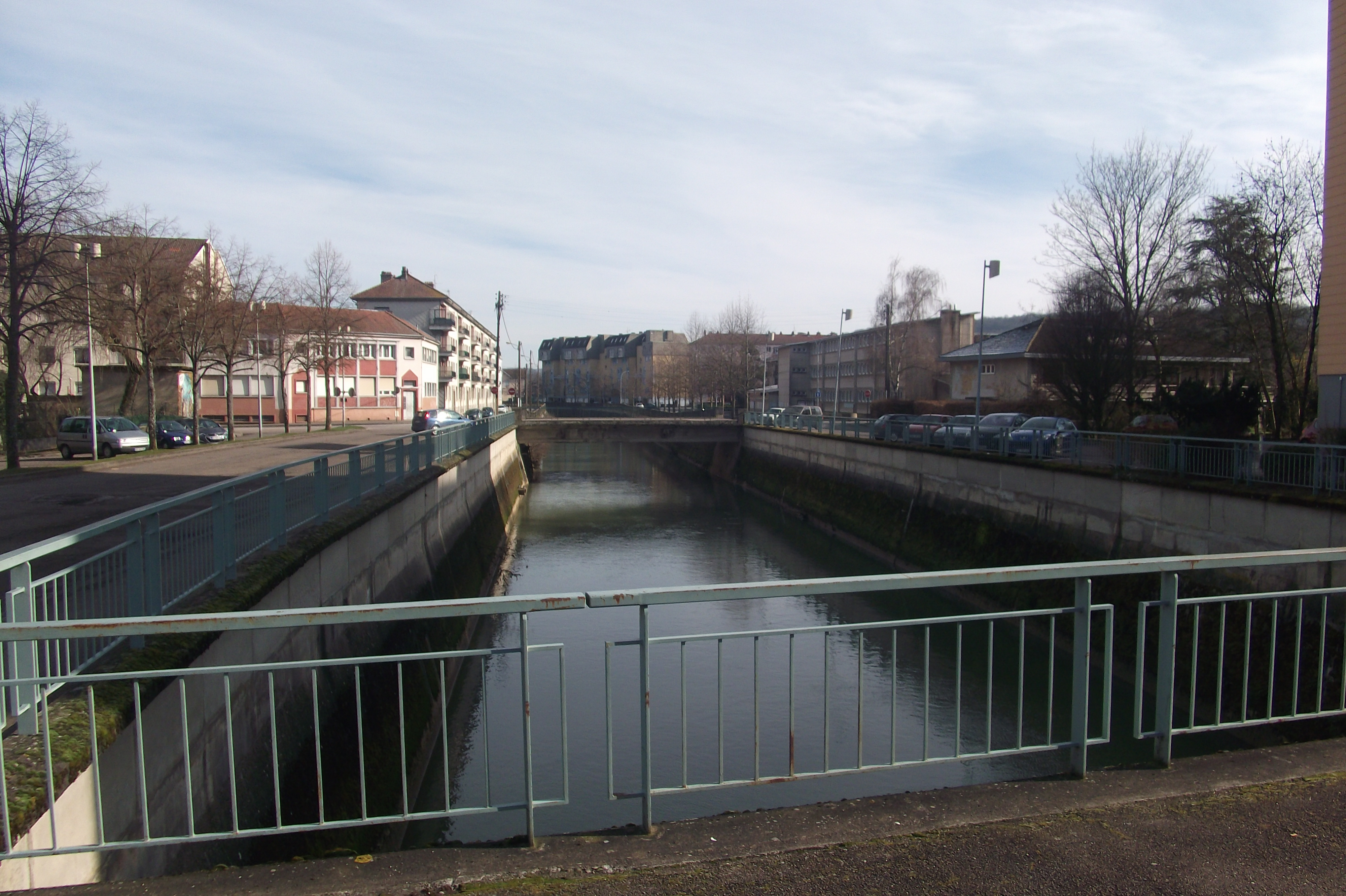
Le Durgeon canalisé à Vesoul.
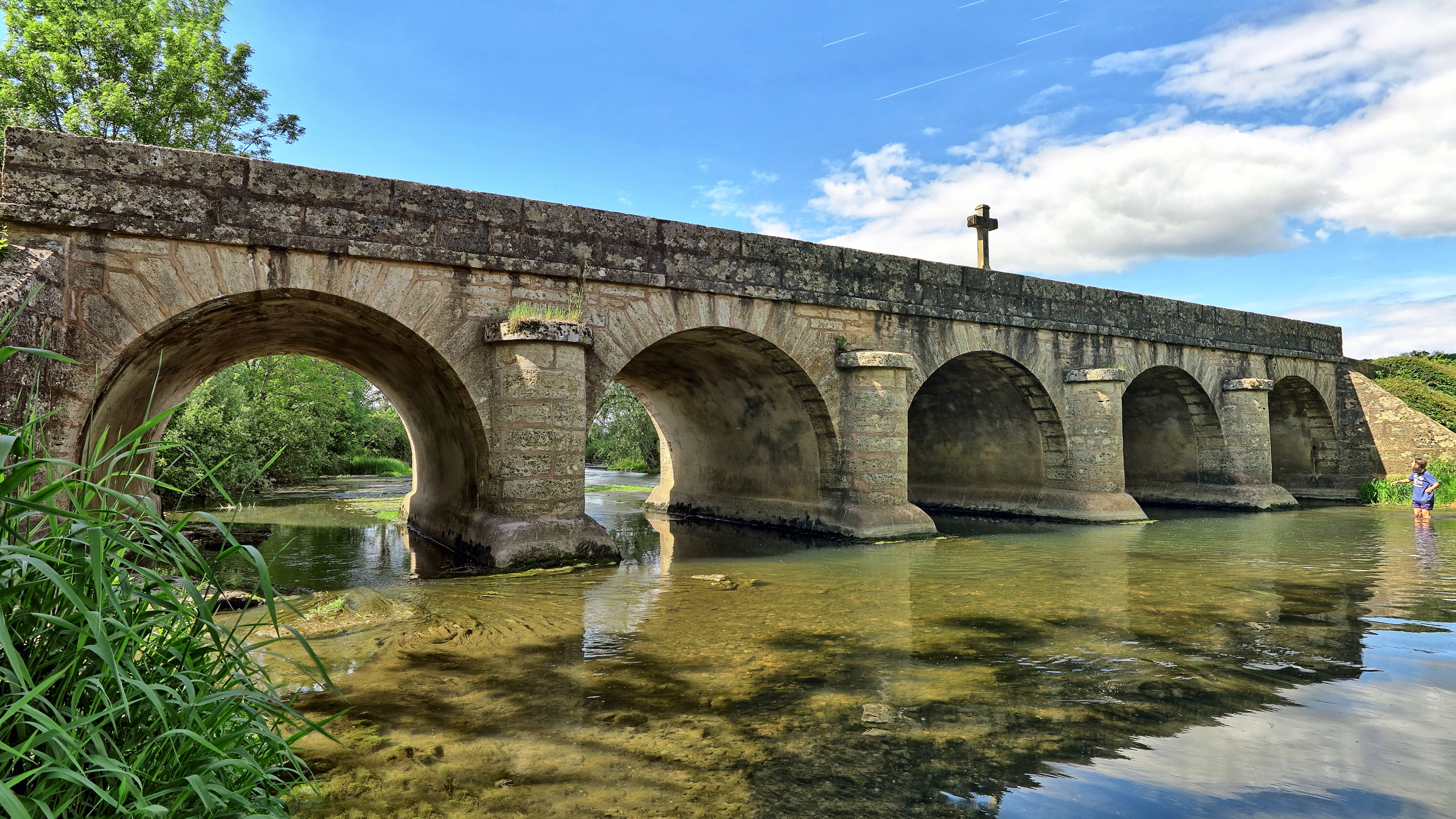
Le Durgeon au pont de Pontcey.
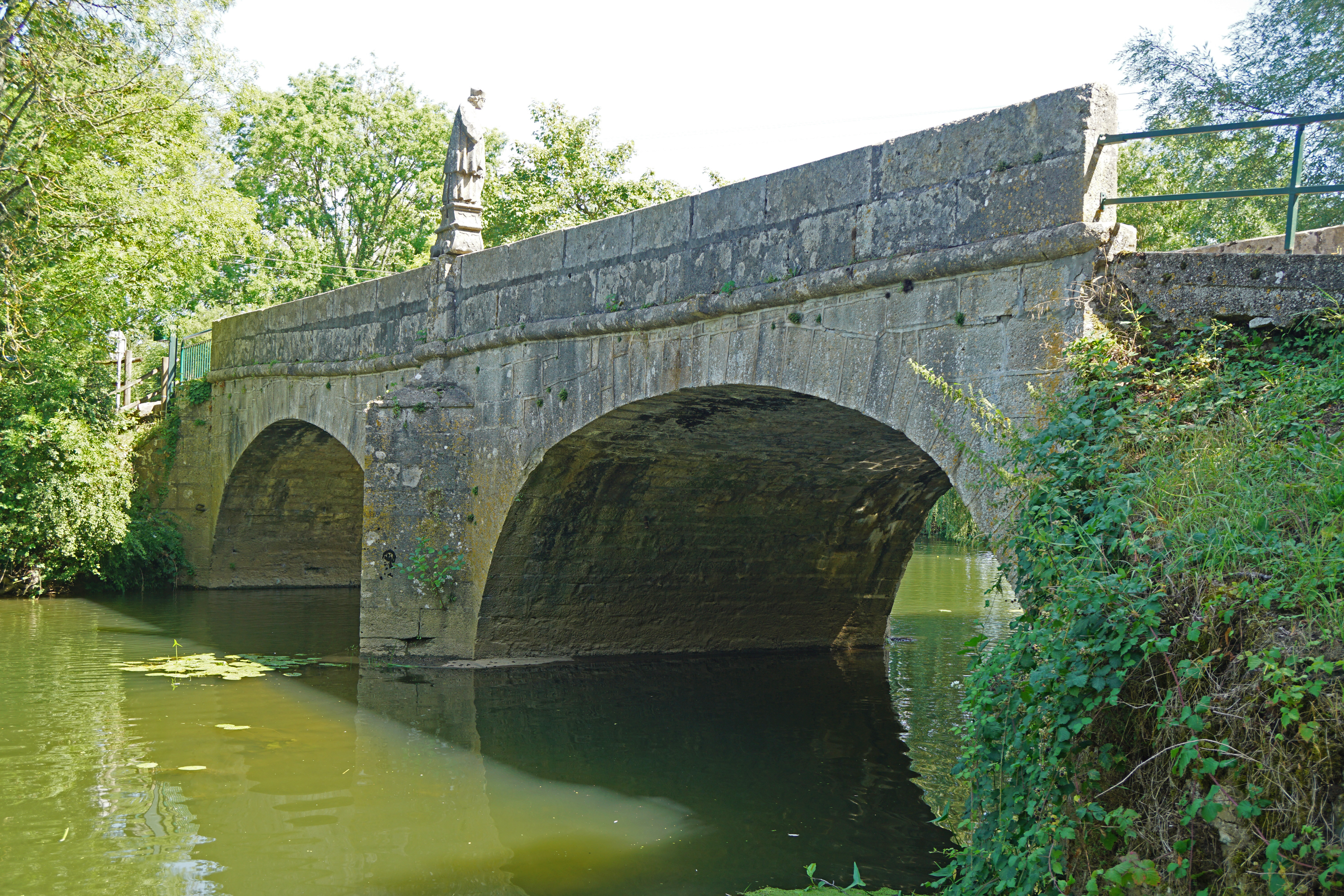
Le Durgeon au pont de Chemilly.

Soit en termes de cantons, le Durgeon prend source dans le canton de Lure-1, traverse le canton de Saint-Loup-sur-Semouse, canton de Vesoul-2, canton de Vesoul-1, conflue dans le canton de Scey-sur-Saône-et-Saint-Albin, le tout dans les arrondissements de Lure et de Vesoul, dans les intercommunalités Communauté de communes du Triangle Vert, Communauté d'agglomération de Vesoul et Communauté de communes des Combes.

### Bassin versant
Le Durgeon traverse six zones hydrographiques « la Colombine » U052, « Le Durgeon de la Colombine à la Saône » U053, « Le Durgeon du Bâtard inclus à la Colombine » U051, « Le Durgeon de sa source au Bâtard », U050« La Saône du Durgeon au Ravin inclus » U060, « La Saône de la Lanterne au Durgeon » U048,.

### Organisme gestionnaire
L'organisme gestionnaire est le SMETA ou Syndicat mixte d'Etudes et de Travaux pour l'Aménagement du Durgeon et de ses affluents, sis à Vesoul.

## Affluents

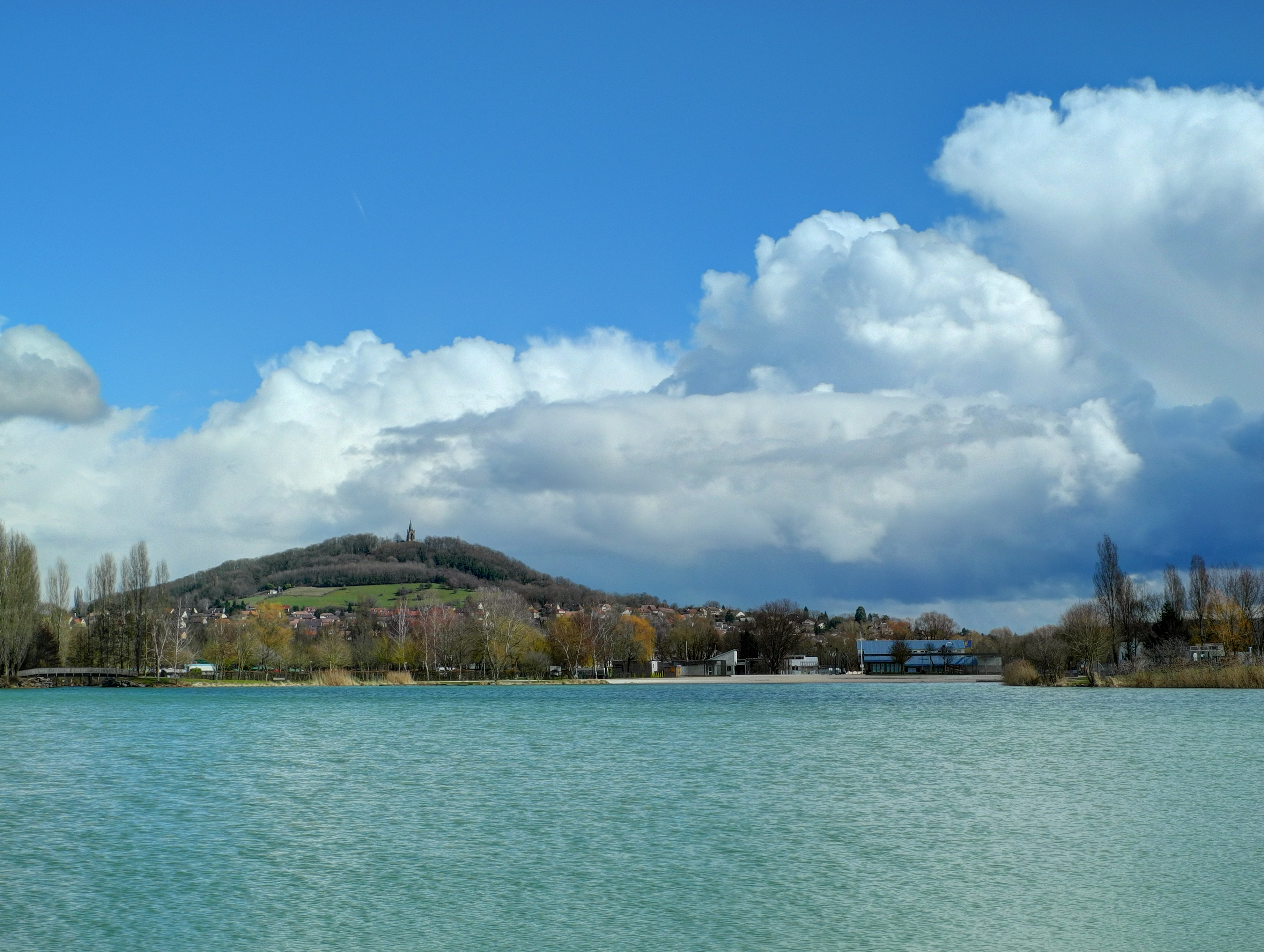
Le lac de Vesoul-Vaivre en mars 2013.

Le Durgeon a treize tronçons affluents référencés :
- le ruisseau de la Cude (rd[note 2]),
- le ruisseau d'Origer (rd),
- le ruisseau de Meurcourt (rd),
- le ruisseau Vigne Bareau (rg),
- ruisseau de Bognon (rg),
- ruisseau des Grands Prés (rd), avec un affluent :
  - le ruisseau de la Grande Fontaine,
- ruisseau des Fontaines (rd),
- ruisseau de la Grande Fin (rg)
- le Bâtard (rd), 15,2 km, bassin de 5,21 km2 a sept affluents :
  - la Gueuse (rd),
  - le ruisseau du Bois (rd),
  - le ruisseau de Vienne (rg),
  - le ruisseau du Parc (rg),
- le ruisseau des Prés Mourey (rd),
  - le ruisseau des Fourches (rd), avec un affluent :
    - le ruisseau de Gressoux (rd),

  - le ruisseau des Venards (rg),
- la Colombine (rg), bassin de 89,4 km2, rivière karstique, alimentée par la résurgence de Font de Champdamoy, dont la source alimente en eau Vesoul ; le gouffre du Frais-Puits, sur la rivière souterraine, déborde parfois et inonde la plaine de Frotey-lès-Vesoul
  - ruisseau de la Méline, ou ruisseau de la Fontaine du Diable (rg),
- ruisseau de la Vaugine (rd), 9 km
- Lac de Vesoul - Vaivre
- ruisseau de Chariez[réf. nécessaire] (rg),
- ruisseau de la Baignotte (rg), avec un affluent :
  - le ruisseau des Dindes (rd),

### Rang de Strahler
Le rang de Strahler est donc de quatre par le ruisseau de Gressous, le ruisseau des Fourches, et le Bâtard.

## Hydrologie
Le Durgeon est une rivière assez abondante, comme tous les cours d'eau issus du nord de la Franche-Comté. Son régime hydrologique est dit pluvial.

### Le Durgeon à Pontcey
Son débit a été observé sur une période de 15 ans (1980-1994), à Pontcey, localité du département de la Haute-Saône peu avant son confluent avec la Saône. Le bassin versant de la rivière y est de 410 km2 (soit la quasi-totalité de ce dernier).
Le module de la rivière à Pontcey est de 6,67 m3/s.
Le Durgeon présente des fluctuations saisonnières de débit très marquées, comme bien souvent dans l'est de la France, avec des hautes eaux d'hiver portant le débit mensuel moyen dans une fourchette allant de 8,4 à 12,6 m3/s, de décembre à avril inclus (avec un maximum en décembre). Dès le mois de mai, on assiste à une baisse progressive des débits jusqu'aux basses eaux d'été, de juillet à septembre inclus, mouvement accompagné d'une baisse du débit moyen mensuel allant jusqu'à 1,59 m3/s au mois d'août. Mais les fluctuations sont bien plus prononcées sur de courtes périodes et aussi d'après les années.

### Étiage ou basses eaux
À l'étiage, le VCN3 peut chuter jusque 0,49 m3/s, en cas de période quinquennale sèche, ce qui est assez bas, mais parfaitement normal dans cette région de France.

### Crues
Les crues peuvent être assez importantes. Ainsi les QIX 2 et QIX 5 valent respectivement 55 et 62 m3/s. Le QIX 10 est de 67 m3/s et le QIX 20 de 72 m3/s. Quant au QIX 50, il n'a pas été calculé faute de durée d'observation suffisante.
Toujours à Pontcey, le débit instantané maximal enregistré a été de 76,2 m3/s le 26 mai 1983, tandis que la valeur journalière maximale était de 75 m3/s le même jour. En comparant le premier de ces chiffres avec les QIX de la rivière, on constate que cette crue était d'ordre vicennal, et donc pas du tout exceptionnelle.
Le 25 octobre 1999, une crue a provoqué une inondation de la vallée du Durgeon et de la Colombine : le pont de Coulevon était submergé, le parking de l'hypermarché de Vesoul et les entrepôts Peugeot étaient inondés.

### Lame d'eau et débit spécifique
Le Durgeon est une rivière abondante, alimentée par des précipitations elles aussi abondantes, sur toute la surface de son bassin. La lame d'eau écoulée dans son bassin versant est de 515 millimètres annuellement, ce qui est élevé, largement supérieur à la moyenne d'ensemble de la France tous bassins confondus, et même légèrement supérieur à la moyenne du bassin de la Saône (501 millimètres par an à Lyon), mais inférieur à la moyenne de la totalité du bassin du Doubs (765 millimètres par an à Neublans-Abergement). Le débit spécifique (ou Qsp) de la rivière atteint 16,3 litres par seconde et par kilomètre carré de bassin.

## Aménagements et écologie

### Faune
Dans la partie haute du Durgeon on trouve des frayères à truites, des grenouilles vertes, du brochet.

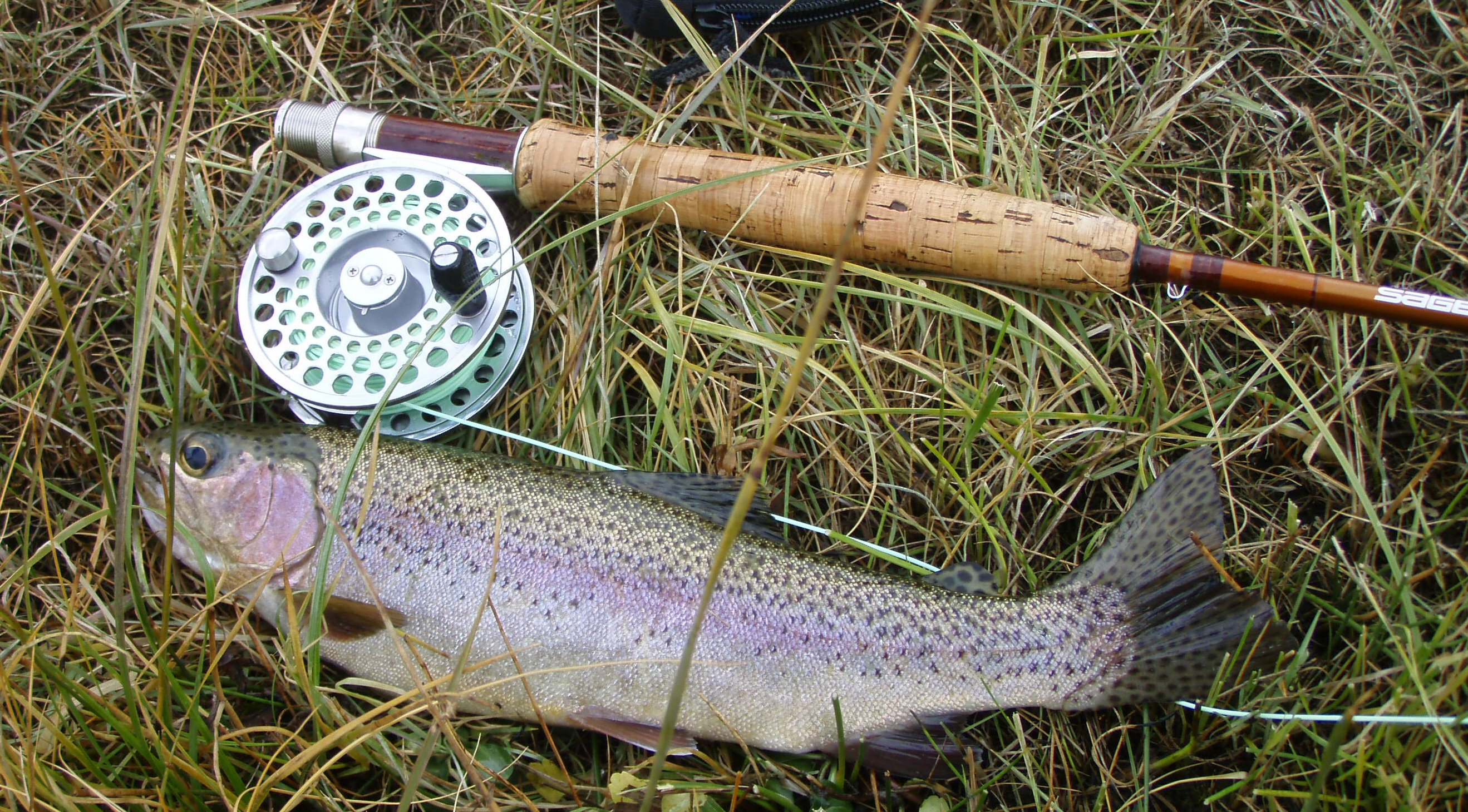
La truite arc-en-ciel.
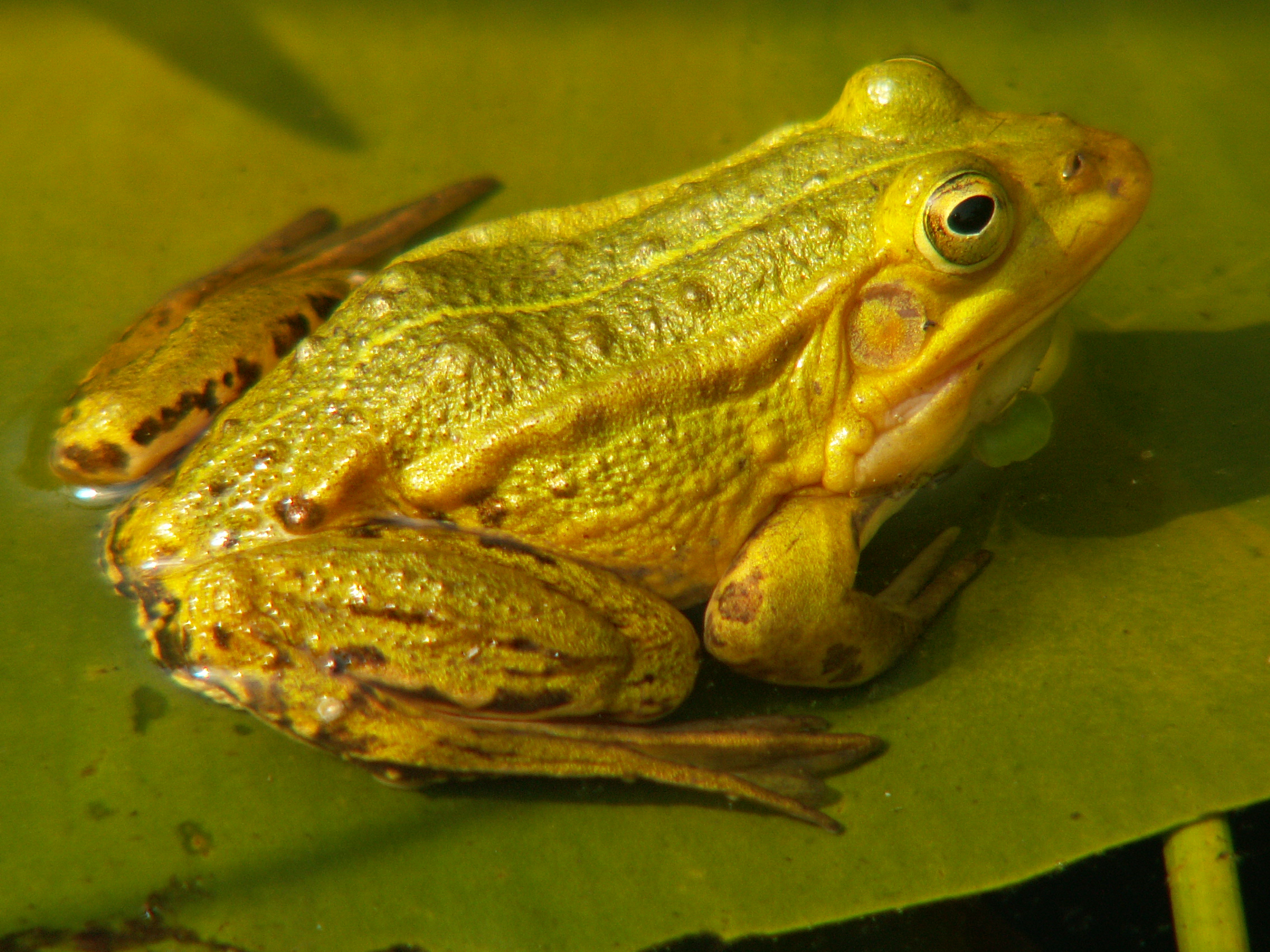
La petite grenouille verte.
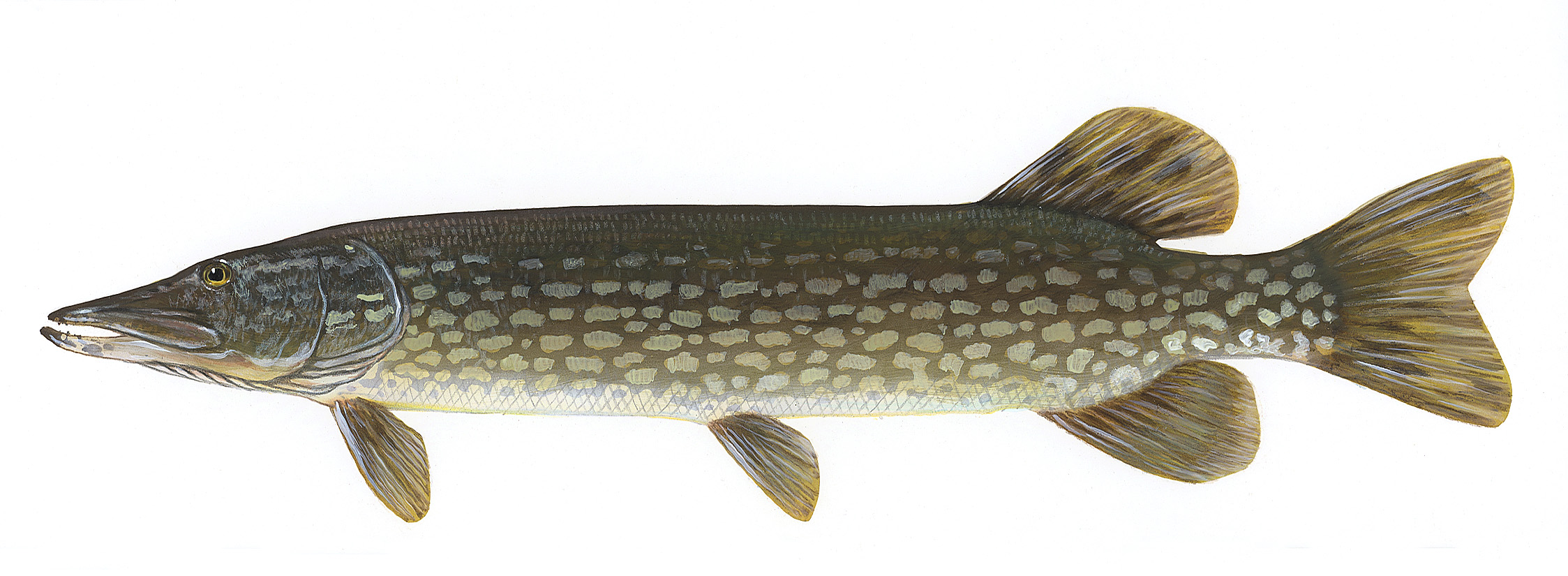
Le brochet.

En amont de Vesoul, les écoles ont identifié en 2000 de nombreux insectes ou amphibiens :
- larve de chironome, larve de demoiselle, larve de libellule, le limnée, le notonecte, larve de dytique, le gammare, larve d'éphémère, la sangsue, le gerris, larve de trichoptère (porte-bois), le têtard, larve de triton, l'aselle, la nèpe, la ranatre

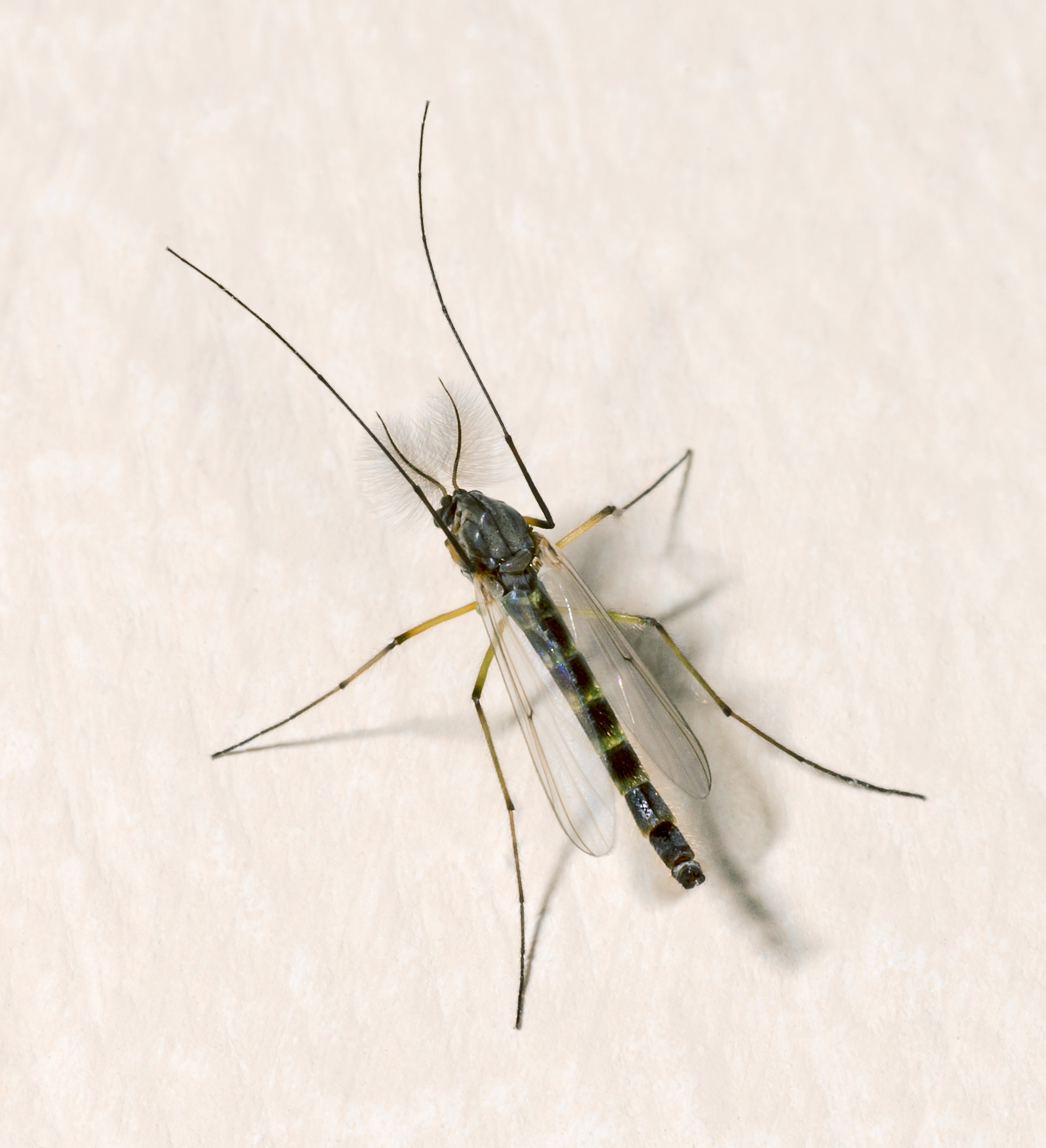
Le chironome.
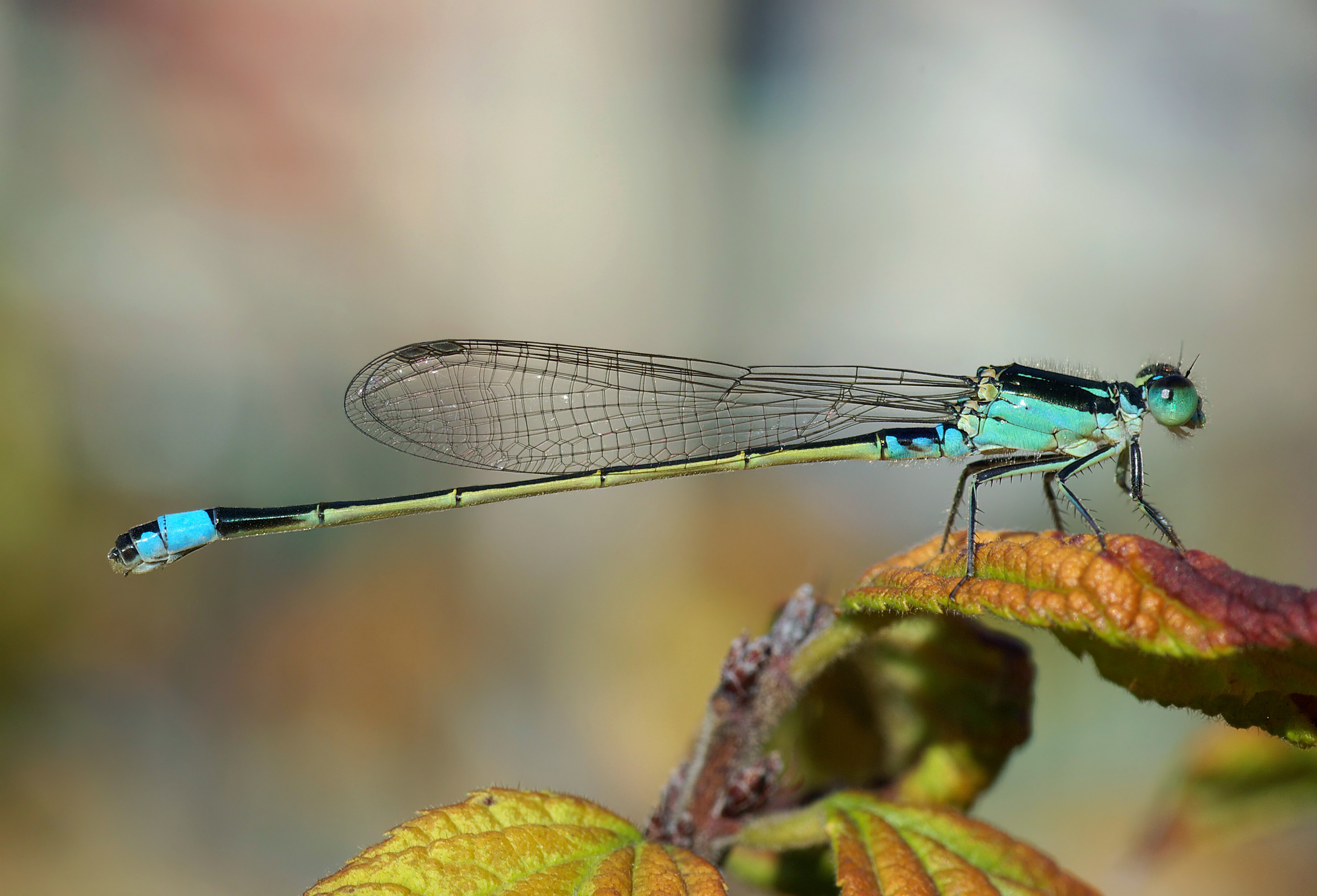
La demoiselle.
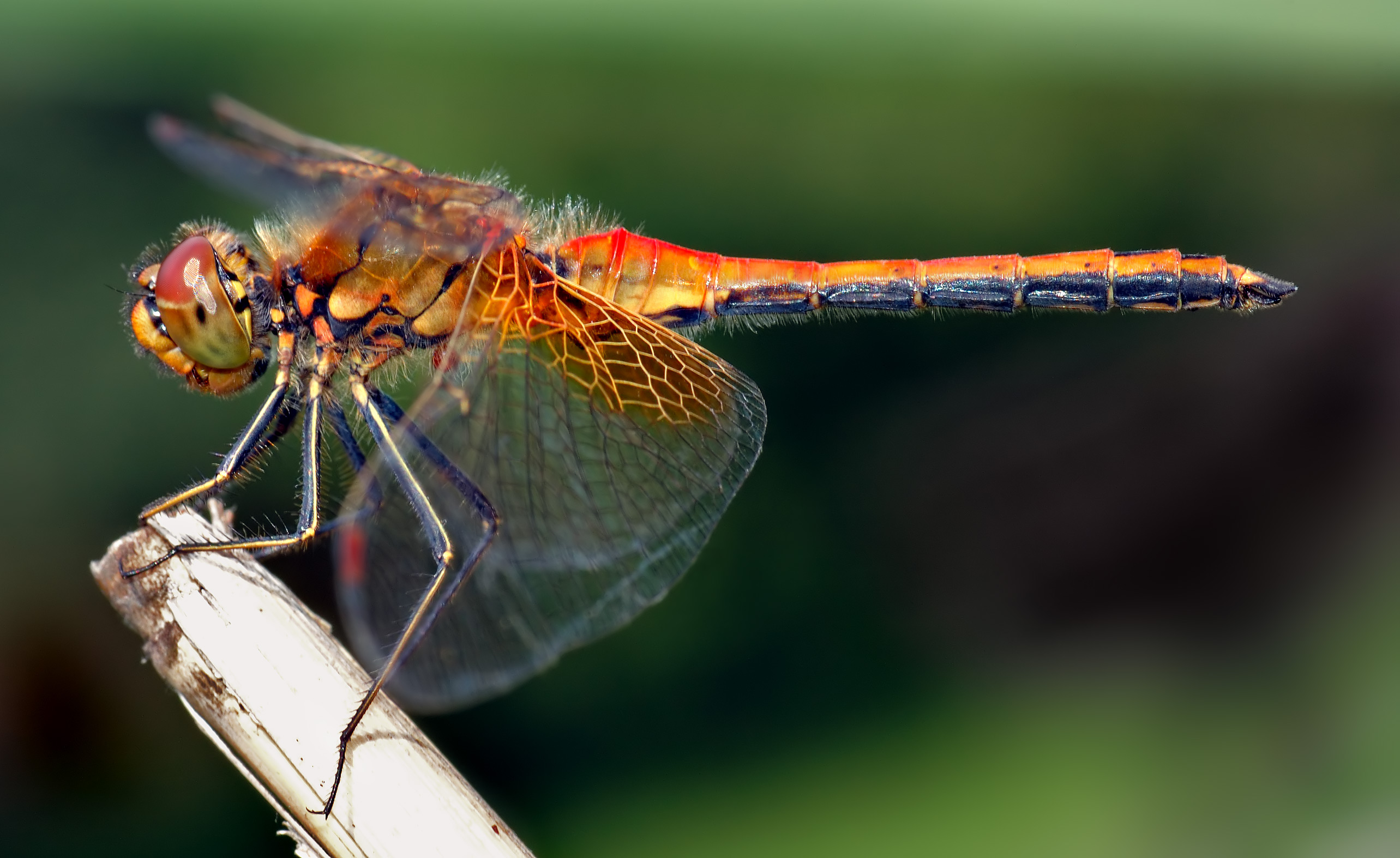
La libellule.
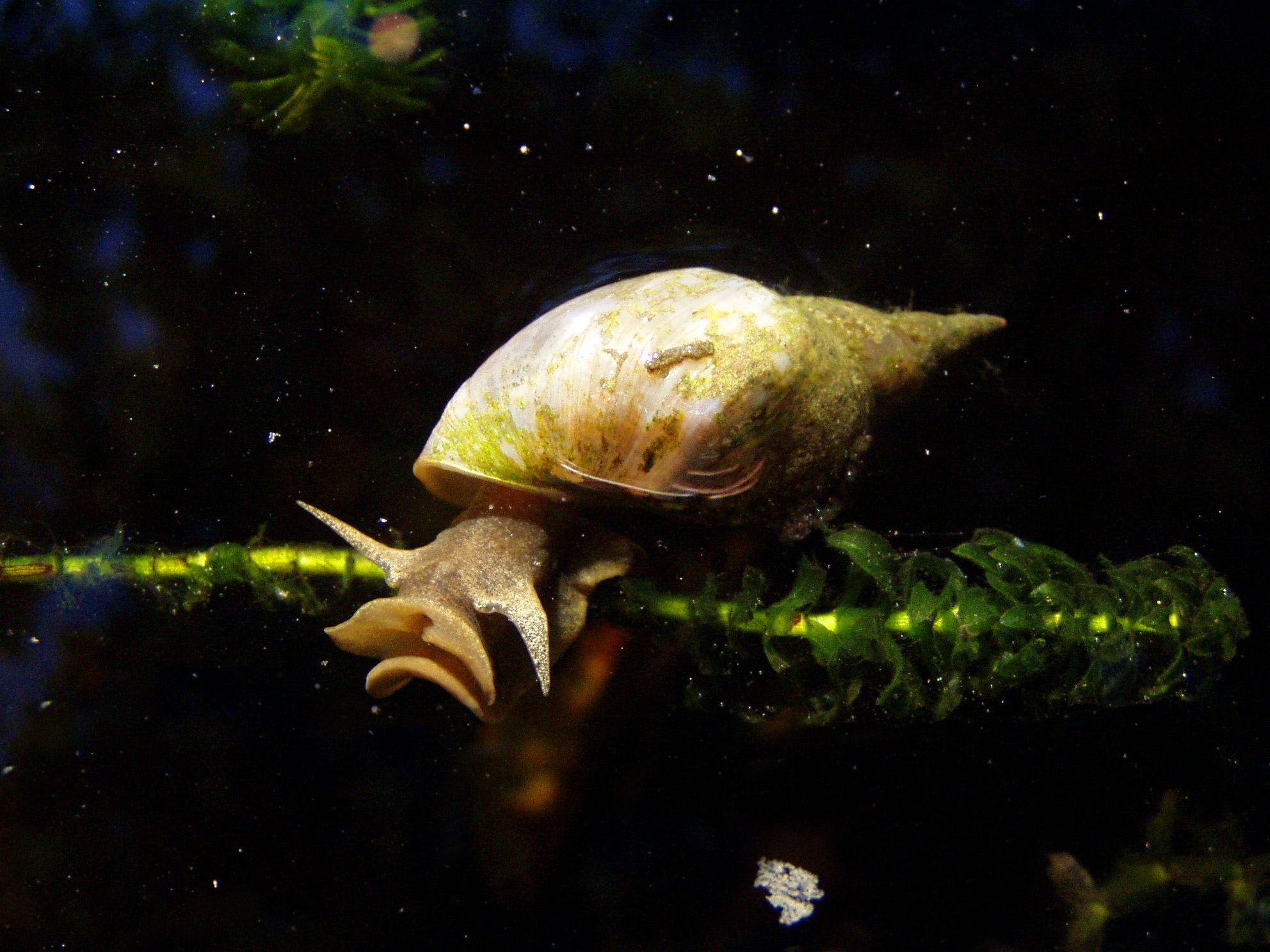
Le limnée.
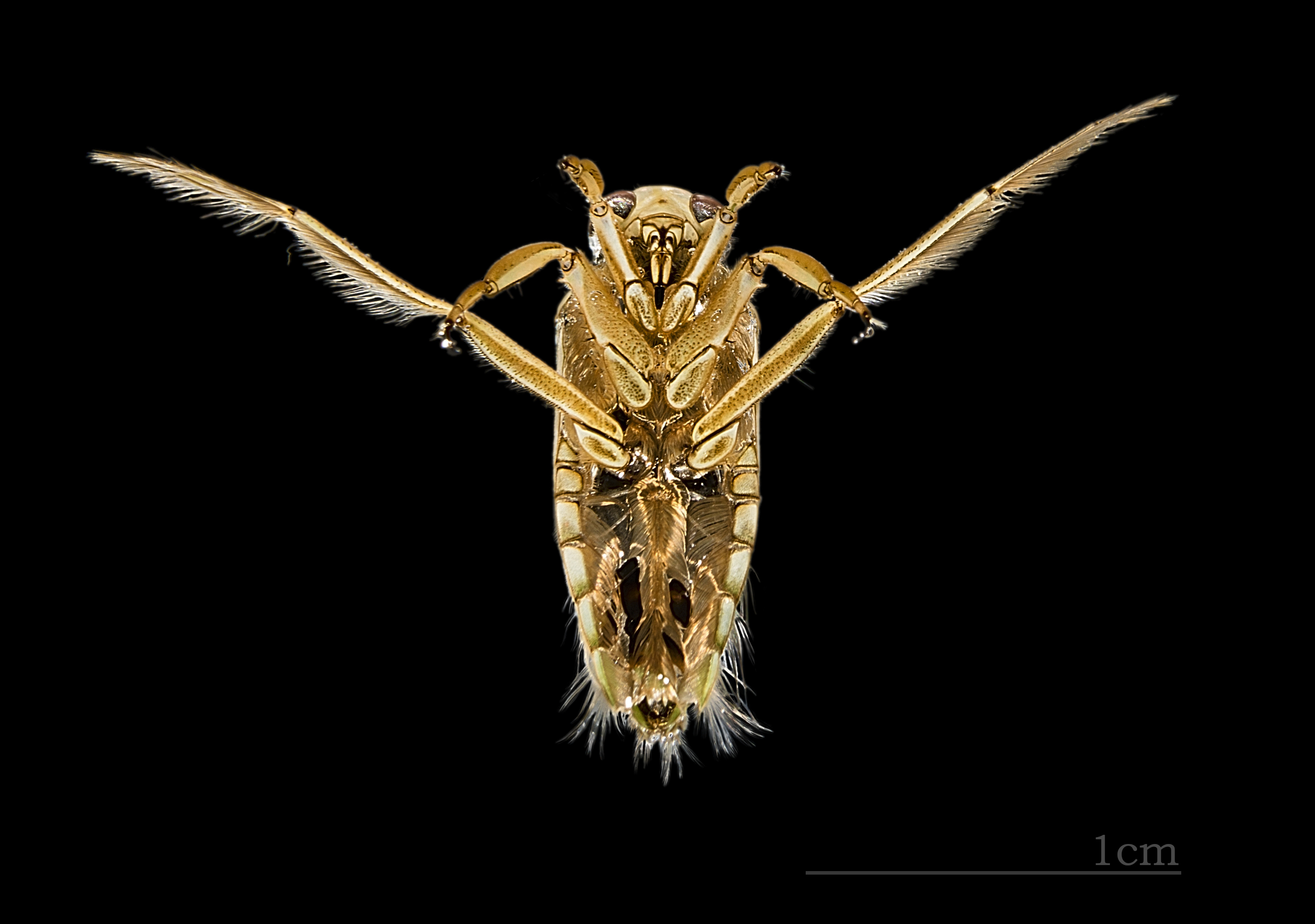
Le notonecte.
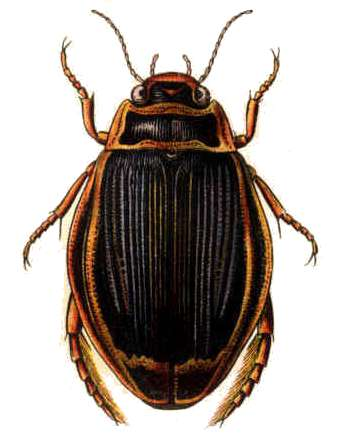
Le dytique.
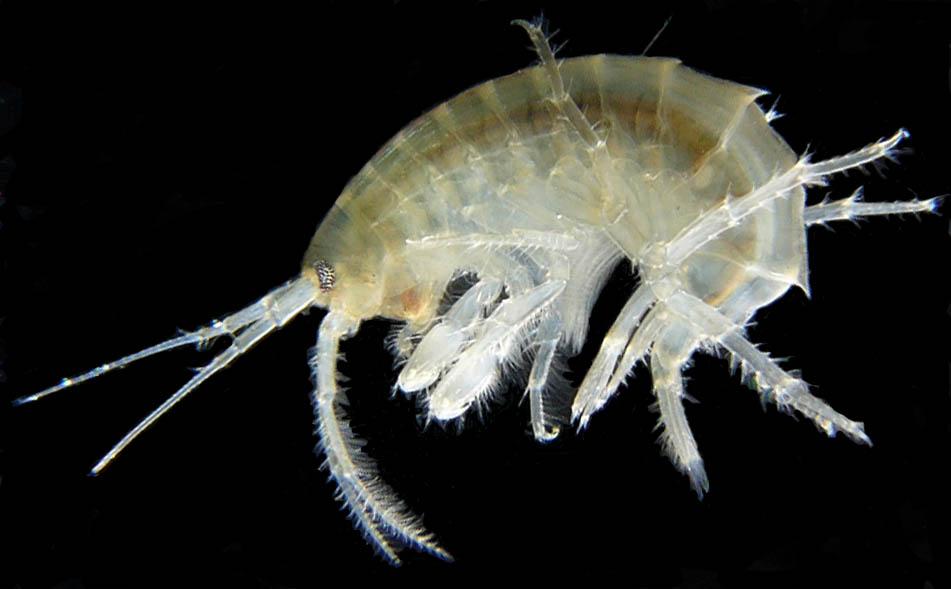
Le gammare.
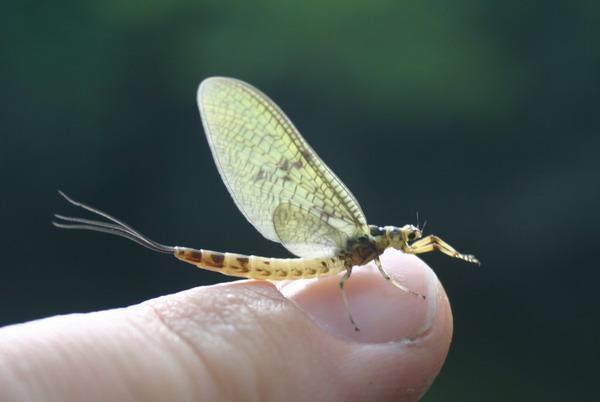
L'éphémère.
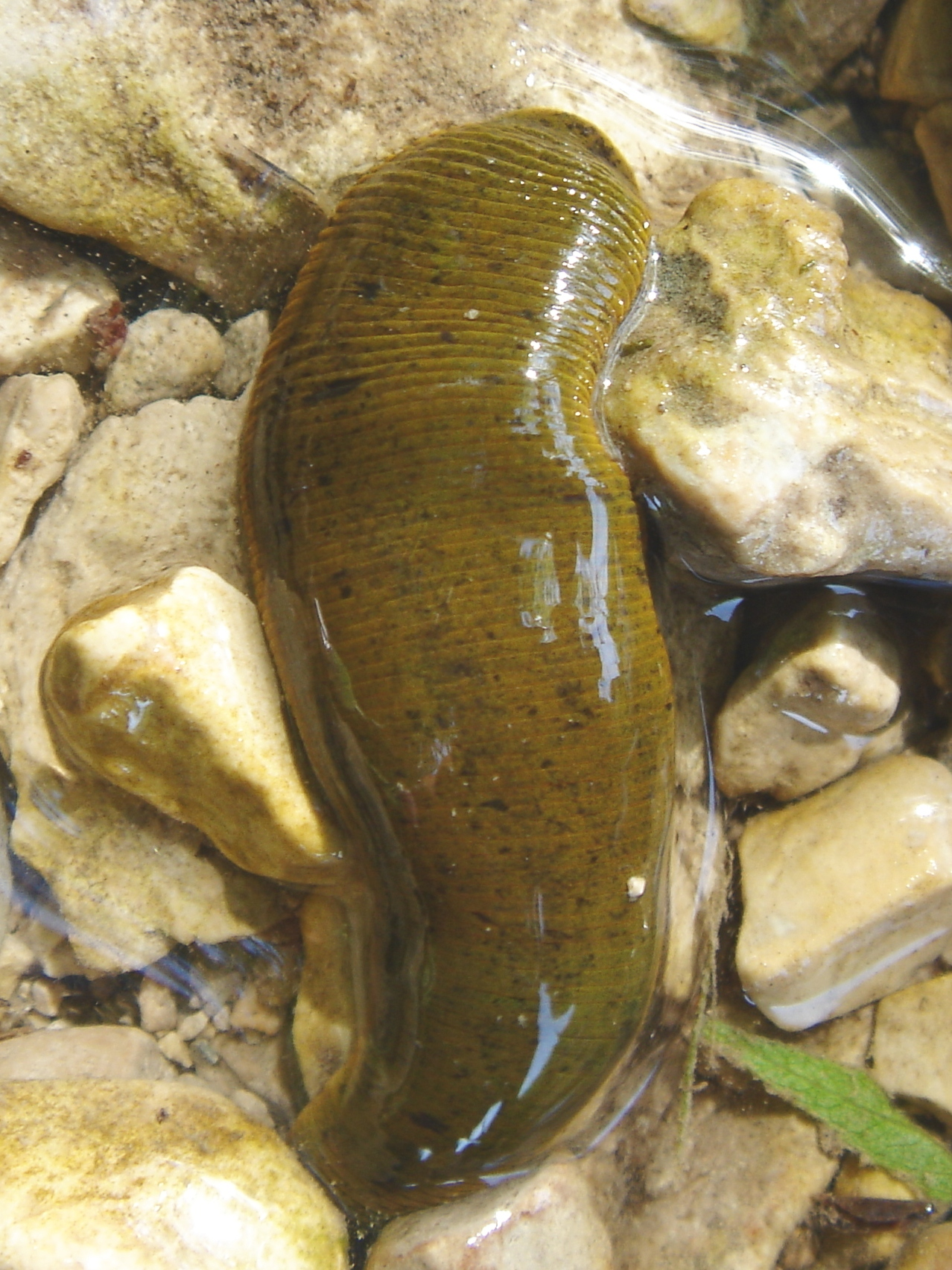
La sangsue.
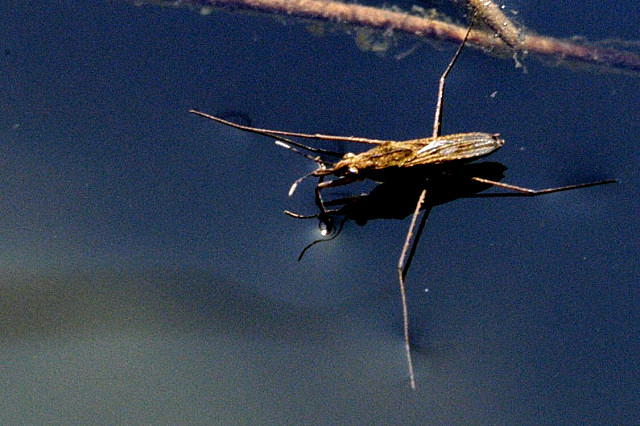
Le gerris.
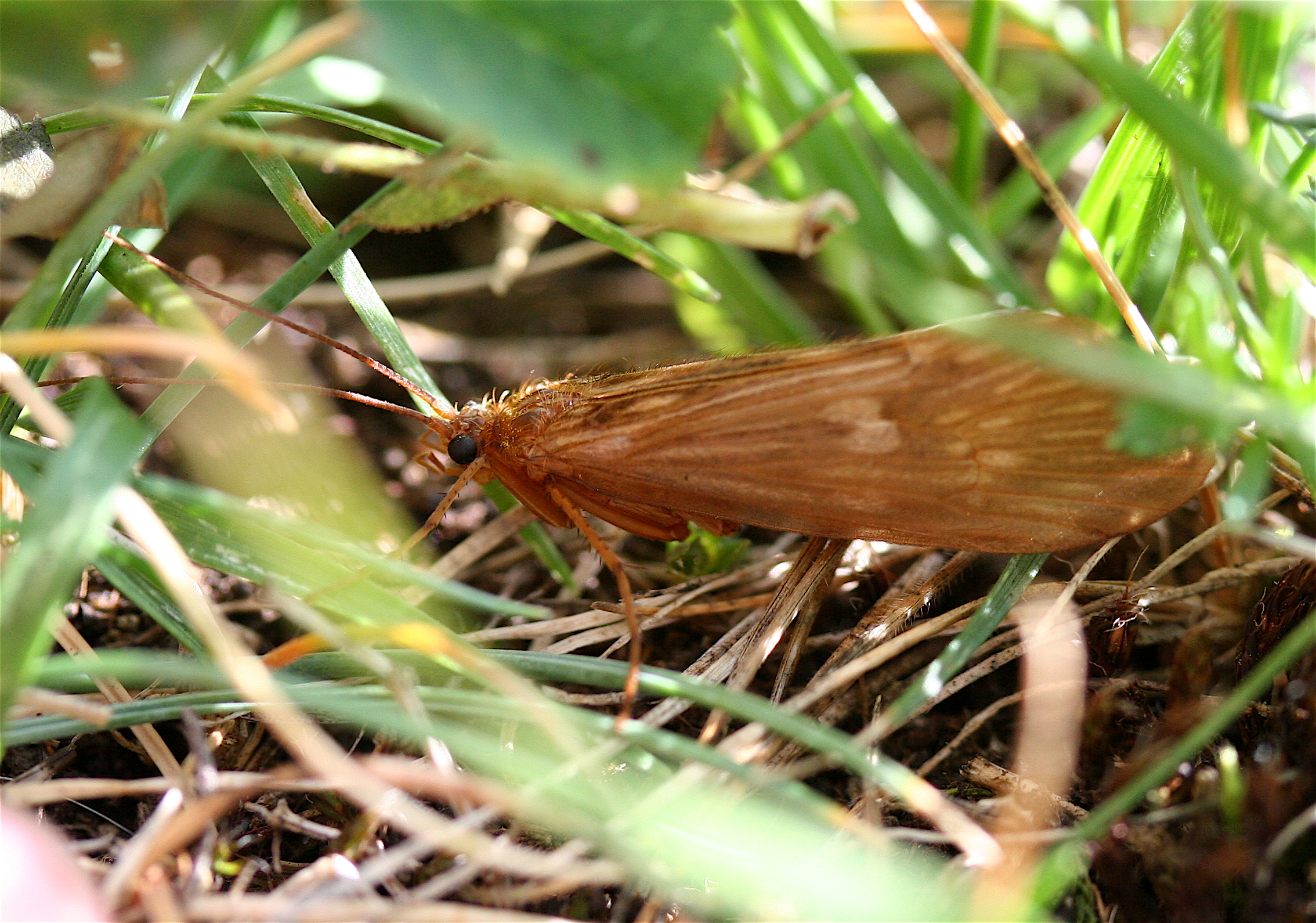
Le trichoptère.
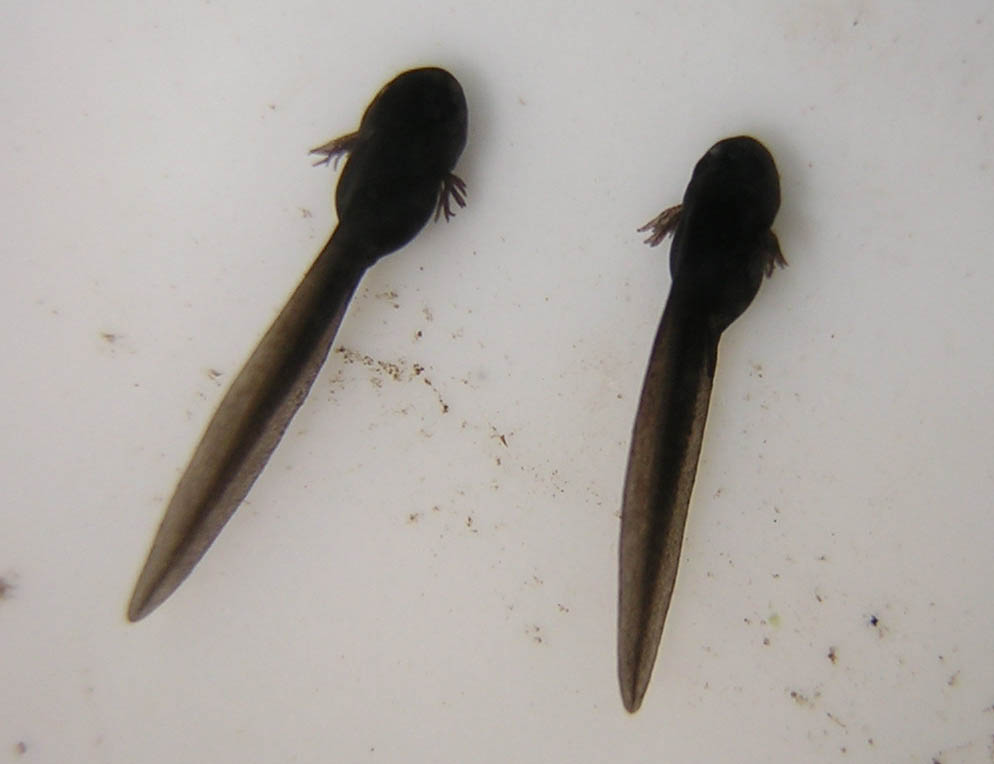
Le têtard.
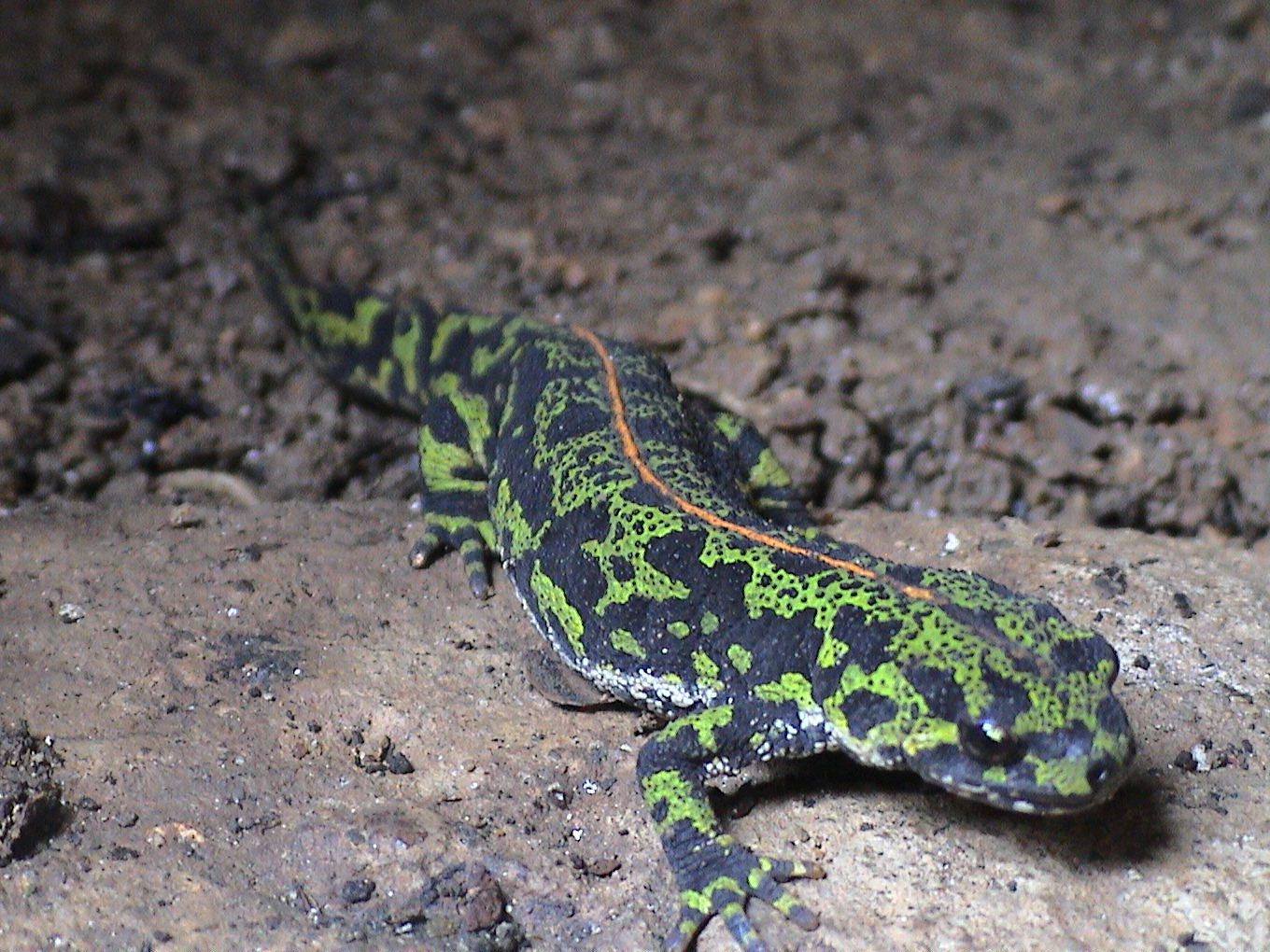
Le triton.
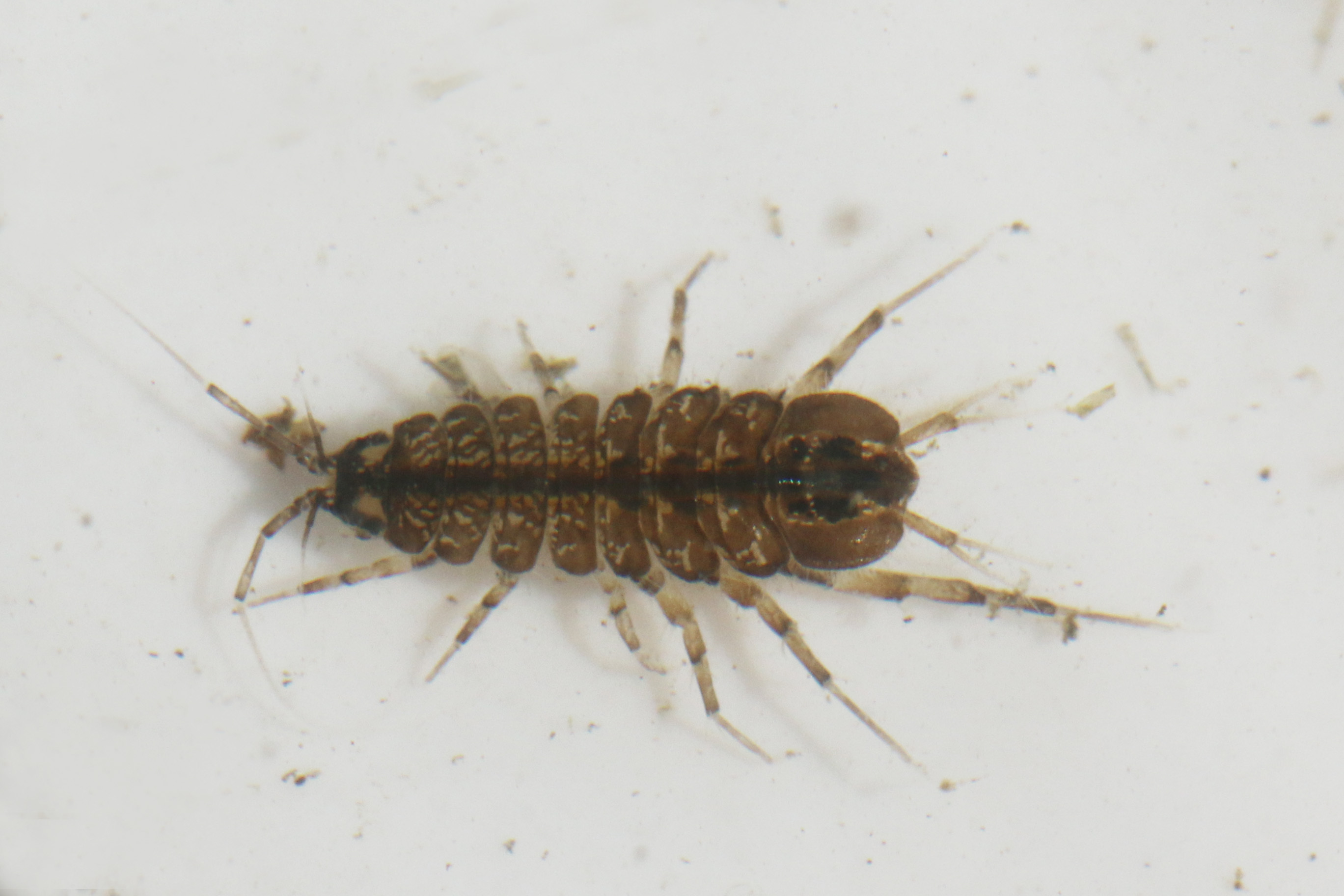
L'aselle.
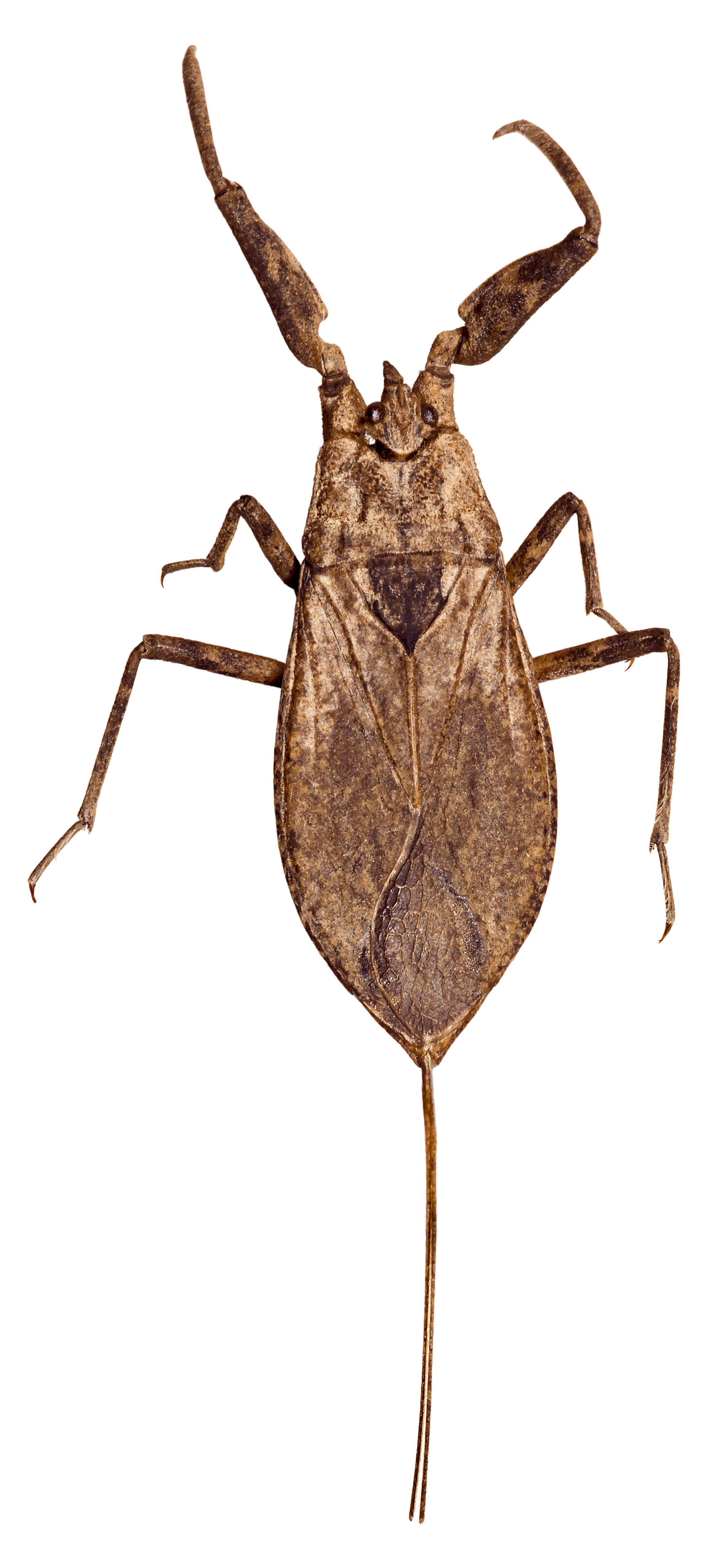
La nèpe.
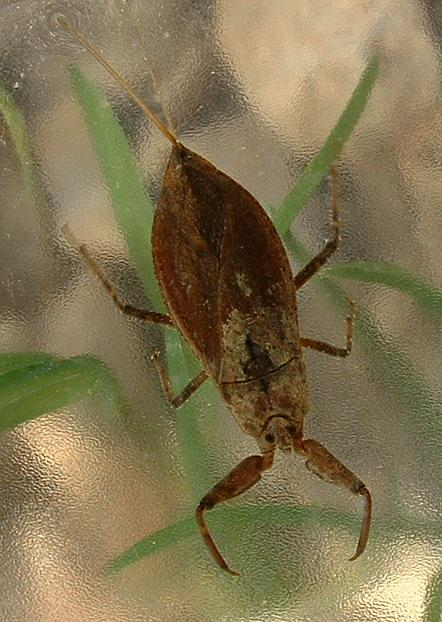
La ranatre.

### Qualité des eaux
En 1998-1999, le Durgeon est dans un état sanitaire préoccupant :
- en amont, dû à la rectification du cours, et l'emploi de produits phytosanitaires en agriculture
- ensuite affecté par le déversement des égouts et des purins
- une situation dégradée par la station d'épuration de Vesoul.

Dans le cadre du contrat de rivière Durgeon, une opération de sensibilisation et d'éducation à l'environnement est réalisée par Franche-Comté Nature Environnement, avec les écoles du bassin.

### ZNIEFF's
La confluence de la Vaugine avec le Durgeon est dans un site naturel protégé par la ZNIEFF 430020160 dite Basse vallée du Durgeon, pour une superficie de 428 hectares
Une autre ZNIEFF 430020269 dite la Plaine du Durgeon, pour une superficie de 1 548 hectares est aussi enregistrée dans le bassin versant.